# وينترغرين

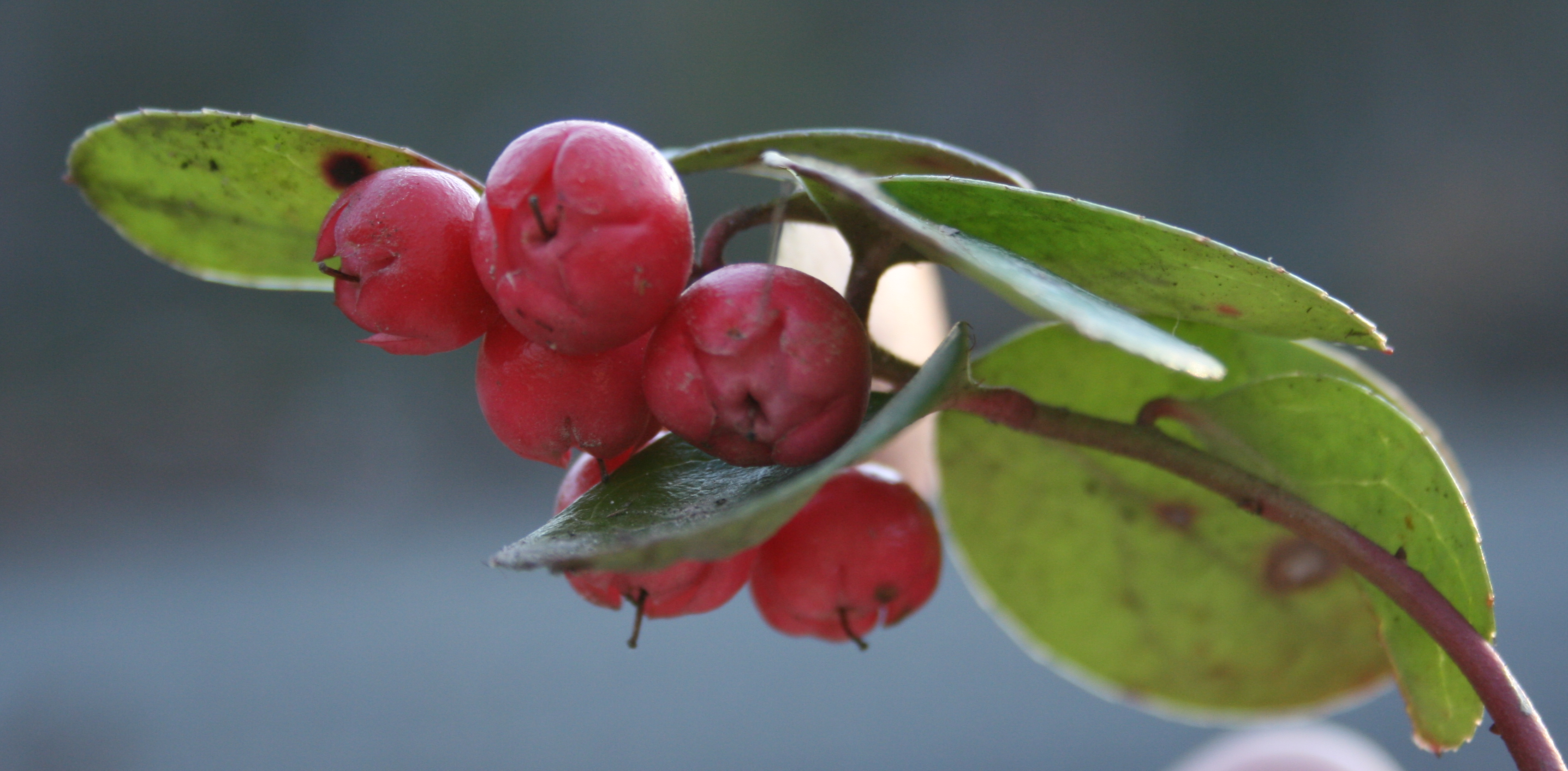
غولتهريا (Gaultheria)، في فونشن سبرينغ، بنسيلفانيا

وينترغرين (بالإنجليزية: Wintergreen)‏ هي مجموعة من النباتات العطرية. ويشير مصطلح «وينترغرين» عادة إلى النباتات التي تكون خضراء (مواصلة التمثيل الضوئي) طوال فصل الشتاء. مصطلح «دائم الخضرة» هو الآن أكثر شيوعا لهذه الميزة.
معظم الأنواع التي لديها هذه الخواص هي من جنس شجيرات غولثيريا (Gaultheria) وتسمى «وينترغرين» في أمريكا الشمالية، وأكثر أنواع «وينترغرين» الأمريكي شيوعا هو عنب الأرض (غولثيريا بروكومبنز). ووينترغرينز من جنس غولثيريا تحتوي على مركب عطري ساليسيلات الميثيل، وتستخدم كنكهة بطعم النعناع.